# El fin de la paz

El fin de la paz es la décima novela de la serie Aprendiz de Jedi, basada en el universo de Star Wars, y está escrita por Jude Watson. Fue publicada por Scholastic Press en inglés (octubre de 2000) y por Alberto Santos Editor en español.

## Argumento
Durante generaciones los mundos de Rutan y Senali han intercambiado a sus herederos para favorecer su entendimiento cultural. Cuando uno de los herederos no quiere volver a su planeta estalla un conflicto parece el fin de la paz. Una guerra masiva estallará si Obi-Wan Kenobi y su maestro no hacen algo para impedirlo.